# 727

## Hlavy států
- Papež – Řehoř II. (715–731)
- Byzantská říše – Leon III. Syrský
- Franská říše – Theuderich IV. (720–737) + Karel Martel (majordomus) (718–741)
- Anglie
  - Wessex – Æthelheard
  - Essex – Saelred + Swaefbert
  - Mercie – Æthelbald
- První bulharská říše – Kormesij